# غاف فيناليلو
غاف فيناليلو (الاسم العلمي: Prosopis vinalillo)، نوع من أشجار البقولية. موطنها أمريكا الجنوبية، الأرجنتين، باراغواي، بوليفيا.
شجرة تنمو بطول 3 - 10 أمتار. يمكن أن يصل قطر جذعها 10-50 سم. من الممكن حصاد بذورها من البرية.